# 山陽小野田市立山口東京理科大学
山陽小野田市立山口東京理科大学（さんようおのだしりつ やまぐちとうきょうりかだいがく、英語: Sanyo-Onoda City University）は、山口県山陽小野田市にある公立大学である。略称は山口理大、山口理科大、山東理大、SOCU、山理科。
学校法人東京理科大学が設置していた私立短期大学・東京理科大学山口短期大学が4年制大学・山口東京理科大学へ移行。山陽小野田市により公立化し、設置者を学校法人東京理科大学から公立大学法人山陽小野田市立山口東京理科大学へ移行、名称に「山陽小野田市立」を加え公立大学となった。

## 概観

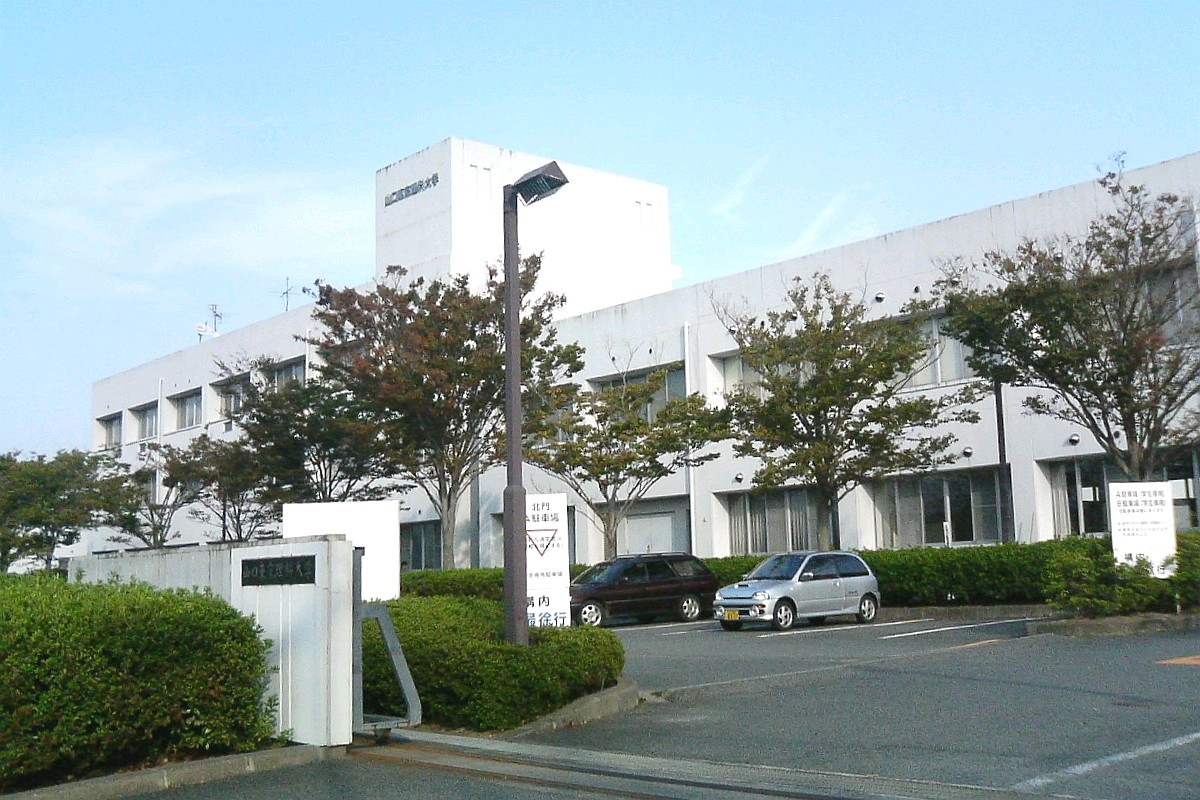
山陽小野田市立山口東京理科大学

### 大学全体
1987年、学校法人東京理科大学により山口県小野田市（当時）に設置された東京理科大学山口短期大学を前身とする。1995年に四年制となり「山口東京理科大学」となった。
2016年より設置者が学校法人東京理科大学から「公立大学法人山陽小野田市立山口東京理科大学」となり、公立大学に移行した。本部は山陽小野田市だが、敷地の一部は宇部市にもまたがる。
交通アクセスは、西日本旅客鉄道（JR西日本）小野田線雀田駅及びバス停「理科大前」(船木鉄道・宇部市交通局)が最寄りである。船木鉄道のバスは大学構内のバス停へ乗り入れを行っている。

## 沿革

### 年表
- 1987年4月 - 学校法人東京理科大学により前身の「東京理科大学山口短期大学」が開設
- 1995年4月 - 短期大学を廃止し、「山口東京理科大学」を開設（基礎工学部電子基礎工学科、素材基礎工学科）
- 1997年12月 - 液晶研究所を設置
- 1999年4月 - 山口東京理科大学大学院基礎工学研究科（修士課程）を設置
- 2001年9月 - 大学名の英語表記を「Science University of Tokyo in Yamaguchi(SUTY)」から「Tokyo University of Science, Yamaguchi(TUSY)」に変更
- 2002年4月 - 電子基礎工学科を電子・情報工学科に、素材基礎工学科を物質・環境工学科に名称を変更し、それぞれの学科に3つのコースを設けた
- 2003年4月 - 山口東京理科大学大学院基礎工学研究科（博士後期課程）を開設
- 2005年6月 - 先進材料研究所を設置
- 2009年4月 - 工学部を設置し、機械工学科、電気工学科、応用化学科の3学科体制となった（基礎工学部を改組）
- 2011年3月 - 大学構内にあった放送大学山口学習センター閉鎖。
- 2013年4月 - 大学院の基礎工学研究科基礎工学専攻を工学研究科工学専攻に名称変更
- 2014年12月 - 公立大学法人移行について学校法人東京理科大学は山陽小野田市と合意し、山陽小野田市と学校法人東京理科大学の間で基本協定を締結
- 2015年8月 - 文部科学省に対し公立大学法人設立の認可を申請
- 2015年12月 - 文部科学省より公立大学法人の設立認可
- 2016年4月 - 設置者が「公立大学法人 山陽小野田市立山口東京理科大学」となり、公立大学の誕生
- 2017年8月 - 文部科学省より薬学部設置認可[1]
- 2018年4月 - 薬学部薬学科を開設
- 2023年4月 - 工学部に「数理情報科学科」を設置
- 2024年4月 - 工学部に「医薬工学科」を設置
- 2024年4月 - 大学院に「薬学研究科」を設置

### 公立化への動き
山陽小野田市立山口東京理科大学の前身である「山口東京理科大学」は、地元自治体の誘致と協力によって開学した「東京理科大学山口短期大学」を1995年に改組転換した4年制大学であるが、2010年度以降入学者が1年を除き定員割れしており、2014年度の全在学生も定員の800人を下回る状態となっていた。
少子化と学生定員割れが続く中、このままでは今後の状況は厳しいと大学側は判断、後発の公設民営方式・「公私協力」型の大学が相次いで公立に移行している現状を踏まえ、学費を引き下げることにより学生・父母保証人の負担を軽減し、学生数を確保するとともに、県内高校卒業者の県内大学進学率を上げ、「公立理工系大学」として地域の高等教育機関の維持と活性化を図ろうとした。
設置者の学校法人東京理科大学は本学及び東京理科大学・諏訪東京理科大学の組織改革を進めていた中、山陽小野田市は、2014年12月22日に市議会に公立化の方針を示し、市議会の同意を得た上で、26日には学校法人東京理科大学と山陽小野田市の間で移管についての基本協定書を交わした。公立大学法人の名称は「山陽小野田市立山口東京理科大学」とし、東京理科大学との連携は維持される。
公立化に際し、学校法人東京理科大学は大学の土地、建物、設備を山陽小野田市に寄付し、山陽小野田市がそれらを公立大学法人に引き継ぐ。学生・教職員はそのまま「山陽小野田市立山口東京理科大学」の学生・教職員となる。
公立化によって山陽小野田市立山口東京理科大学は総務省から運営交付金が受けられるほか、設置主体の地方自治体に地方交付税交付金が配分される。これらによる収入が現在の私学助成金より高額になることから、授業料が他の国公立大並みに引き下げられる見通しであるという。
2016年4月1日、公立大学法人山陽小野田市立山口東京理科大学となった。

### 薬学部の設置
2017年8月29日、薬学部の設置に関する申請が、文部科学大臣から認可を受け、2018年4月1日に山口県としては初となる薬学部を設置した。また、西日本（近畿・中国・四国・九州・沖縄地方）の公立大においては、初の薬学部設置となった。

## 基礎データ

### 所在地
- 山口県山陽小野田市大学通1-1-1

## 教育および研究

### 組織

#### 学部
- 工学部
  - 機械工学科
  - 電気工学科
  - 応用化学科
  - 数理情報科学科
  - 医薬工学科（2024年度新設）
- 薬学部
  - 薬学科

#### 大学院
- 工学研究科
  - 工学専攻（修士課程・博士後期課程）
  - 数理情報科学専攻（修士課程）
- 薬学研究科
  - 薬学専攻（博士課程）

#### 附属機関
- 液晶研究所
- 先進材料研究所
- 薬学部付属江汐公園薬用植物園

## 学生生活

### 学園祭
学園祭は「竜王祭」と呼ばれている。

## 大学関係者と組織

### 大学関係者一覧

#### 大学関係者
- 小林駿介：山口東京理科大学名誉教授：東京農工大学名誉教授・元国際液晶学会副会長・元日本液晶学会会長・日本学士院賞受賞
- 田丸謙二：元基礎工学部教授：東京大学副学長・東京大学名誉教授・紫綬褒章受章・勲二等瑞宝章受章
- 上田渉：元教授：北海道大学名誉教授・北海道大学触媒化学研究センター長・触媒学会会長・石油学会会長
- 塚本桓世：山口東京理科大学第4代学長、東京理科大学6代理事長、旭日中綬章受章
- 戸嶋直樹：山口東京理科大学名誉教授：東京大学教授
- 大澤敏：元山口東京理科大学助手：金沢工業大学学長
- 貴島孝雄：工学部教授：マツダの元エンジニア
- 扇原淳：元講師：早稲田大学人間科学学術院教授

## 施設

### キャンパス
- 交通アクセス：

・西日本旅客鉄道小野田線雀田駅から徒歩5分

・小野田駅から船木鉄道(船鉄バス)理科大行きに乗車し終点で下車

・宇部駅から宇部市交通局日赤前行きに乗車し理科大前で下車すぐ

・山口宇部空港からタクシーで20分

### 薬学部付属江汐公園薬用植物園
- 交通アクセス：西日本旅客鉄道山陽本線または小野田線小野田駅下車、船鉄バス高畑方面行き「江汐公園」停留所から徒歩5分

### 姉妹校
- 東京理科大学

## 公式サイト
- 山陽小野田市立山口東京理科大学

座標: 北緯33度57分25秒 東経131度11分15.5秒 / 北緯33.95694度 東経131.187639度